# Hynobius arisanensis
Hynobius amjiensis é uma espécie de anfíbio caudado pertencente à família Hynobiidae. Endêmico de Taiwan.